# Thomas Wulff

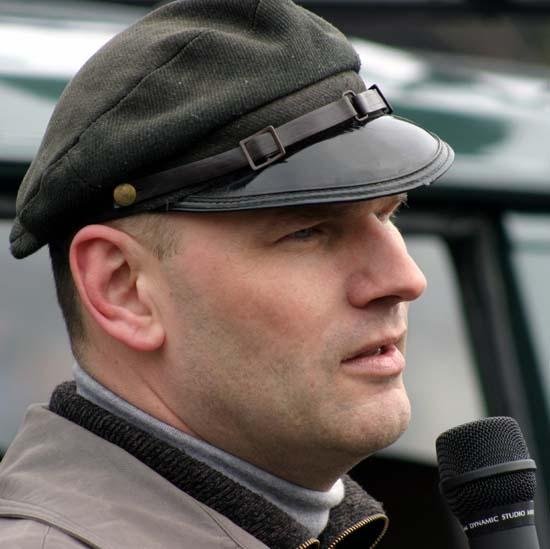
Thomas Wulff bei einer Demonstration am 29. Januar 2005 in Kiel

Thomas Wulff (* 1963 in Hamburg, Szenename „Steiner“ (nach dem Obergruppenführer der Waffen-SS Felix Steiner)) ist ein deutscher Neonazi. Er gilt als einflussreiche Person in der rechtsextremistischen Szene, vor allem in Norddeutschland. Er wurde sechsmal wegen einschlägiger Delikte wie Volksverhetzung und des Verwendens von Kennzeichen verfassungswidriger Organisationen verurteilt.
Bis März 2014 war Wulff stellvertretender Landesvorsitzender der NPD in Hamburg. Dann wurde er zum Landesvorsitzenden, und somit zum Nachfolger von Torben Klebe, gewählt. Auf seiner Vorstellungsrede vor dieser Wahl bezeichnete er sich als Nationalsozialisten. Am 7. April 2014 wurde er deshalb vom NPD-Bundesvorstand mehrheitlich „mit sofortiger Wirkung“ seines Amtes enthoben. Wulff durfte zudem seine Mitgliedsrechte nicht mehr ausüben. Ende Mai erklärte das Hamburger Schiedsgericht der Partei die einstweilige Anordnung aus der Parteizentrale in Berlin für unwirksam.

## Biographie

### ANS, GdNF und Gründung der Freien Kameradschaften (bis 1995)
Wulff wurde in den 1980er Jahren in der Hamburger Neonazi-Szene um Michael Kühnen und Christian Worch aktiv. Rasch geriet er in das Umfeld der verbotenen ANS oder der NSDAP-Aufbauorganisation und wurde Mitglied der GdNF. Als im April 1993 der Hamburger Neonazi-Anwalt Jürgen Rieger eine Kolonnenfahrt mit mehreren Wehrmachtfahrzeugen unternahm, die teilweise mit SS-Runen und Abzeichen der 12. SS-Panzer-Division „Hitlerjugend“ versehen waren, war auch Wulff unter den teilnehmenden Neonazis. Wulff war Gründer und Chef der verbotenen Hamburger Neonazi-Partei Nationale Liste und organisierte zahlreiche Aufmärsche, Kranzniederlegungen, Versammlungen und Flugblattverteilaktionen. Nach deren Verbot trat er 1994 dem Hamburger Landesverband der Deutschen Liga für Volk und Heimat bei und wandte sich wenig später gegen die von der DLVH beschlossene Aufgabe des Parteienstatus und die Umwandlung in einen Verein, weil damit die Vorteile des Parteienstatus geopfert werden würden wie z. B. ein mögliches Verbot nur durch das Bundesverfassungsgericht.
Gemeinsam mit seinem langjährigen Weggefährten Christian Worch entwickelte Wulff in der Mitte der 1990er Jahre als Reaktion auf mehrere Verbote rechtsextremer Vereinigungen das Konzept der „Freien Nationalisten“, mit dem er regionale Freie Kameradschaften zu Bündnissen zusammenschließen wollte, und erläuterte dieses Konzept in einem Interview mit der Neonazi-Zeitschrift Zentralorgan: „Es ist eine Bündnisstruktur, die immer dann zum Tragen kommt, wenn im norddeutschen Raum verschiedenste Aktionsgruppen und Parteien zu nationalen und sozialen Fragen aktiv werden. Der Name soll vor allem deutlich machen, dass unter diesem Aktionsnamen alle anderen nationalen Kräfte ein Bündnis eingehen können, ohne dass sie ihre Selbständigkeit aufgeben müssen.“ 1994 gründete er zusammen mit Worch das Aktionsbüro Norddeutschland als Sammelbecken Freier Kameradschaften in Norddeutschland.

### Holocaustleugnung und Nationales Schulungszentrum (1995–2001)
In einer Publikation der Nationalen Liste veröffentlichte er einen Artikel, in dem er den Holocaust bestritt und den damaligen Vorsitzenden des Zentralrates der Juden Ignatz Bubis verleumdete. Hierfür wurde er im Dezember 1995 wegen Volksverhetzung, übler Nachrede und Verunglimpfung des Andenkens Verstorbener zu einer Haftstrafe von sechs Monaten verurteilt. Außerdem zeichnete er presserechtlich für einen Artikel in der Zeitung Index der Nationalen Liste verantwortlich, in dem behauptet wurde, die Wahrheit über Auschwitz dürfe aufgrund von Denkverboten nicht gesagt werden. Des Weiteren war in dem Artikel von der „angeblichen“ Massenvernichtung der Juden im KZ Auschwitz-Birkenau die Rede. Im Januar 1997 schrieb er für die JN-Postille Einheit und Kampf. Da die Novemberausgabe 1999 des Hamburger Neonazi-Magazins Zentralorgan den Titel: „Juden raus“ und etwas kleiner „aus Österreich“ trug, leitete die Staatsanwaltschaft im Januar 2000 ein Verfahren gegen Thomas Wulff, Tobias Thiessen, Dirk Sukol und Klaus Bärthel wegen Erstellung und Vertriebs dieser Ausgabe ein. Gegen Wulff wurde im Januar 2001 erneut eine Geldstrafe wegen der Beleidigung eines Polizisten verhängt.
Im Jahr 2001 kauften Wulff und der Lüneburger Neonazi Michael Grewe für 300.000 Mark das Gutshaus Amholz mit zugehörigem Hof in Teldau bei Boizenburg/Elbe (Landkreis Ludwigslust-Parchim) in Mecklenburg-Vorpommern, direkt an der Grenze zu Niedersachsen. Hier wollen die norddeutschen Freien Nationalisten nach eigenen Angaben ein „nationales Schulungszentrum“ in Nachfolge des im Februar 1998 geschlossenen Hetendorfer Neonazi-Zentrums „Hetendorf Nr. 13“ in der Lüneburger Heide aufbauen.

### Eintritt in die NPD (seit 2001)

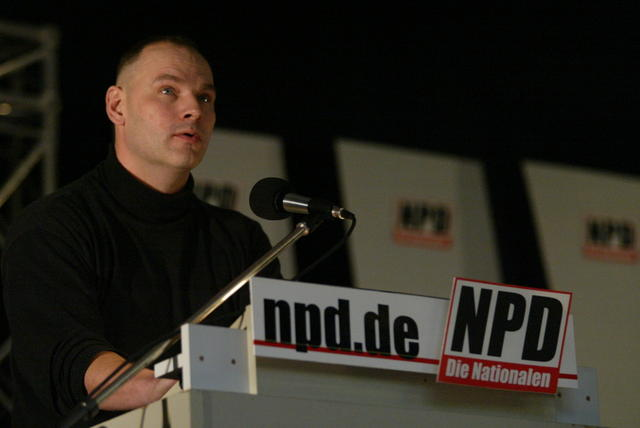
Thomas Wulff beim Bundesparteitag der NPD im November 2006

Ungefähr zur selben Zeit näherte sich Wulff wie auch andere Neonazis aus dem Spektrum der Freien Kameradschaften immer mehr der NPD an. Dies führte jedoch zu einem Zerwürfnis mit seinem langjährigen Weggefährten Christian Worch, der eine NPD-ferne Position vertritt. Auf einem „Gautreffen“ des Kampfbundes Deutscher Sozialisten am 3. Juli 2004 in Leverkusen warb Wulff für eine Kooperation der Neonazi-Szene mit der NPD. Nachdem bereits im November 2003 diesbezügliche Gespräche begonnen hatten, erklärte er im September 2004 zusammen mit den Neonazis Thorsten Heise und Ralph Tegethoff kurz vor den Landtagswahlen in Sachsen seinen Beitritt zur NPD, um einen Beitrag zur Schaffung einer „Volksfront von Rechts“ zu leisten. Alle drei sollten auf dem NPD-Parteitag im Oktober 2004 im thüringischen Leinefelde für den Bundesvorstand kandidieren, doch verzichteten Tegethoff und Wulff zugunsten von Heise. Wulff wurde wenig später Referent und enger Vertrauter des damaligen NPD-Parteivorsitzenden Udo Voigt. Beim Wahlkampf für die Bundestagswahl 2005 fungierte Wulff als Landeswahlkampfleiter der NPD für Mecklenburg-Vorpommern und trat auf Platz 5 der Landesliste für die Partei an.
Wulff war in dieser Zeit häufig als Anmelder, Versammlungsleiter und/oder Redner von bzw. auf Neonazi-Kundgebungen aktiv, so z. B. am 31. März 2003 in Hanau gegen die Politik der USA im Irak, am 31. Januar 2004 in Hamburg gegen die Wehrmachtsausstellung zu den Verbrechen der Wehrmacht, am 29. Januar 2005 in Kiel anlässlich der Landtagswahl in Schleswig-Holstein, bei dem Naziaufmarsch am 13. Februar 2005 anlässlich des 60. Jahrestages der Luftangriffe auf Dresden, bei der verhinderten NPD-Demonstration am 8. Mai 2005 in Berlin und beim Rudolf-Heß-Gedenkmarsch am 20. August 2005 in Peine.
Ein bundesweites Medienecho rief sein Internet-Aufruf an alle „Nationalen Sozialisten“ hervor, in die WASG einzutreten. „Mit der WASG sind einer nationalen Oppositionsarbeit weitere Tore geöffnet worden“, hieß es in einer Erklärung, die auf der Internetseite des Sozialen und Nationalen Bündnisses Vorpommerns veröffentlicht wurde. „Geht jetzt noch stärker rein in diese WASG-Gruppen. Ihr werdet merken, viele von denen denken so wie wir.“
Im Februar 2006 versuchte Wulff laut internen Angaben vergeblich, einen NPD-Listenplatz für die Landtagswahl in Mecklenburg-Vorpommern im September 2006 zu erringen. Am 26. Juli 2008 nahm Wulff an der Beisetzung Friedhelm Busses in Passau teil. Zu diesem Anlass breitete Wulff eine Reichskriegsflagge mit großem Hakenkreuz aus der Zeit des Nationalsozialismus auf dem Grab Busses aus. Daraufhin wurde er beim Verlassen des Friedhofs vorläufig festgenommen. Die Staatsanwaltschaft Passau erhob im März 2009 Anklage wegen des Offizialdeliktes Verwenden von Kennzeichen verfassungswidriger Organisationen (§ 86a StGB).
Im April 2009 wurde Wulff mit weiteren Aktivisten von Freien Kameradschaften auf einem Bundesparteitag in den „erweiterten Parteivorstand“ der NPD gewählt. Im Januar 2011 geriet Wulff während des Wahlkampfes zur Hamburger Bürgerschaft in die Schlagzeilen. Als ein Mann sich beschwerte, dass vor seinem Laden Plakate der NPD platziert werden sollten, kam es zur Auseinandersetzung. Wulff bedrohte den Mann mit einer Axt, die von der Polizei sichergestellt werden konnte.
Wulff trat im Mai 2011 als Mitglied des NPD-Bundesvorstandes zurück. Ende Mai 2011 wurde er zum stellvertretenden Vorsitzenden des NPD-Landesverbandes Hamburg gewählt.

### Ausschlussverfahren aus der NPD
Auf Betreiben des seinerzeit amtierenden NPD-Vorsitzenden Holger Apfel, dessen Vorstand Wulff als „Trümmertruppe von Unfähigen und asozialen Selbstbedienern“ bezeichnet hatte, betrieb der Parteivorstand von 2013 bis Mai 2014 ein Ausschlussverfahren gegen Wulff. Ein erster Versuch war seitens der Partei allerdings an einem Formfehler gescheitert. Am 7. April 2014 wurde er schließlich vom NPD-Bundesvorstand um den kommissarischen Vorsitzenden Udo Pastörs mehrheitlich „mit sofortiger Wirkung“ seines Amtes enthoben. Seine Mitgliedsrechte ruhten daraufhin. Am 20. April 2014 reichte Thomas Wulff beim Landesschiedsgericht der NPD in Hamburg Beschwerde ein. Im darauffolgenden Mai erklärte das Schiedsgericht die einstweilige Anordnung des Bundesvorstands für unwirksam.

### Rücktritt von allen Ämtern und Austritt aus der NPD
Am 1. September 2016 erklärte Wulff seinen sofortigen Austritt aus der NPD und den damit verbundenen Rücktritt von allen Ämtern. Durch diesen Schritt wurde sein Platz im Bundesvorstand der NPD vakant und der Hamburger Landesverband, dessen Vorsitzender er war, führungslos. Als Gründe gab er im Gespräch mit dem NDR Postenschacherei sowie das Streben nach finanziellen und persönlichen Vorteilen innerhalb der Führungsebene der NPD an. Beim Wahlkampf zur Hamburger Bürgerschaftswahl 2025 trat Wulff jedoch wieder als Unterstützer der neu gegründeten Nationaldemokratischen Partei Deutschlands auf, einer Kleinpartei, welche sich 2023 nach der Umbenennung der ursprünglichen NPD in „Die Heimat“ aus abtrünnigen Verbänden um den damaligen Hamburger Landesvorsitzenden Lennart Schwarzbach neu formiert hat.